# Ceratinia lugens
Ceratinia lugens is een vlinder uit de familie Nymphalidae. De wetenschappelijke naam van de soort is voor het eerst geldig gepubliceerd door Jean-Baptiste Godart & Osbert Salvin.